# James Ramsden (homme politique)
James Edward Ramsden (1er novembre 1923 - 29 mars 2020) est un homme politique conservateur britannique. Il est la dernière personne à occuper le poste de secrétaire d'État à la guerre.

## Jeunesse
Ramsden est né à Liverpool en 1923, fils du capitaine Edward Ramsden et de sa femme Geraldine. Son père est un frère de George Taylor Ramsden, un député unioniste de la coalition pour Elland, tandis que sa mère est la sœur de Sir Frank O'Brien Wilson (officier de la Royal Navy et premier colon du Kenya) et Sir Murrough John Wilson (un conservateur député de Richmond, Yorkshire) . Pendant la Seconde Guerre mondiale, il sert comme lieutenant dans le King's Royal Rifle Corps.

## Carrière politique
Ramsden siège en tant que député de Harrogate de 1954 à 1974. Il sert sous Harold Macmillan en tant que sous-secrétaire d'État et secrétaire financier à la Guerre de 1960 à 1963 et sous Alec Douglas-Home en tant que secrétaire d'État à la Guerre de 1963 à 1964. Lors du remaniement d'avril 1964, les anciens postes ministériels de Premier Lord de l'Amirauté et de Secrétaire d'État à l'Air, ainsi que le poste de Ramsden, sont intégrés à un ministère de la Défense élargi, sous la direction du Secrétaire d'État à la Défense. Ramsden est nommé ministre d'État à l'Armée au ministère de la Défense, poste qu'il occupe jusqu'à la chute du gouvernement Douglas-Home en octobre 1964. Il est admis au Conseil privé en 1963.

## Vie privée
Ramsden épouse Juliet Ponsonby, fille de l'homme politique conservateur Charles Ponsonby. Leur plus jeune enfant est l'artiste Charlotte Cheverton, décédée dans un accident de voiture en 1991 .
Il est décédé en mars 2020 à l'âge de 96 ans .